# Jole Santelli
Jole Santelli (Cosenza, 28 dicembre 1968 – Cosenza, 15 ottobre 2020) è stata una politica italiana, presidente della Regione Calabria per otto mesi, dal 15 febbraio 2020 fino al giorno della sua morte.
Deputata dal 2001 al 2020, è stata sottosegretaria di Stato al Ministero della giustizia dal 2001 al 2006 nei governi Berlusconi II e III, nonché sottosegretaria al Ministero del lavoro e delle politiche sociali da maggio a dicembre 2013 nel governo Letta.

## Biografia
Figlia di Nicola Santelli ed Imperia Pagliuso, aveva due sorelle minori, Roberta e Paola. Dopo aver conseguito la maturità classica al liceo Bernardino Telesio di Cosenza ed essersi laureata in giurisprudenza nel 1992 e specializzata in diritto e procedura penale presso l'Università degli Studi di Roma "La Sapienza", iniziò la pratica forense con Tina Lagostena Bassi, quindi con Vincenzo Siniscalchi, infine entrò nello studio di Cesare Previti.
Aderì da giovanissima al Partito Socialista Italiano. A 25 anni, nel 1994, si iscrisse a Forza Italia e dal giugno del 1996 ha collaborato con l'ufficio legislativo del gruppo di Forza Italia al Senato, per poi passare anche a quello della Camera nel 1998; nel 2000 è stata coordinatrice del dipartimento giustizia del partito e consulente dei gruppi parlamentari di camera e senato per la giustizia.

### Parlamentare e sottosegretaria
Nel 2001 è stata eletta deputata con il sistema maggioritario nella circoscrizione Calabria, nel collegio di Paola, ed è stata membro della commissione Giustizia della Camera.
È stata sottosegretaria al ministero della Giustizia sia nel secondo sia nel terzo governo guidato da Silvio Berlusconi (dal 2001 al 2006).
È stata rieletta per un secondo mandato alle elezioni politiche del 2006, candidata nelle liste di Forza Italia per la circoscrizione Emilia-Romagna.
È stata riconfermata alla Camera dei deputati alle successive elezioni del 2008 nelle liste calabresi del Popolo della Libertà, venendo eletta vice-capogruppo alla Camera dei Deputati del gruppo. Nella legislatura ha ricoperto l'incarico di vicepresidente della I Commissione (Affari costituzionali, della Presidenza del Consiglio e interni) ed è stata membro di diversi organi parlamentari.
Dal 2009 al 2013 ha fatto parte del Popolo della Libertà, il partito fondato e guidato da Berlusconi a seguito dell'unione di Forza Italia con Alleanza Nazionale ed altri partiti minori.
Alle elezioni politiche del 2013 Jole Santelli è stata capolista nella circoscrizione Calabria ed è stata eletta per la quarta volta alla Camera. Il 2 maggio 2013 è stata nominata Sottosegretaria di Stato al Ministero del lavoro e delle politiche sociali sotto il ministro Enrico Giovannini nel Governo Letta, carica che ha mantenuto fino alle dimissioni rassegnate il successivo 6 dicembre, a seguito della sua adesione al rinato partito Forza Italia dopo la scissione del PdL, che si è collocato all'opposizione del governo.
È stata coordinatrice regionale della Calabria di Forza Italia. Dal 28 giugno 2016 ha ricoperto gli incarichi di vicesindaca e assessore alla cultura della sua città natale, Cosenza, nella giunta guidata dal sindaco Mario Occhiuto.
Nel 2018 è stata rieletta alla Camera nel proporzionale in Calabria. Ha ricoperto la carica di Vice Presidente della Commissione Bicamerale Antimafia.
Il 1º agosto 2019 Berlusconi ha nominato un nuovo Coordinamento del partito composto da Sestino Giacomoni, Antonio Tajani e le due capegruppo Mariastella Gelmini e Anna Maria Bernini e l'anno seguente anche da Gianni Letta, Niccolò Ghedini, Licia Ronzulli, la stessa Santelli e lo stesso Berlusconi in occasione delle riunioni tenute durante l'emergenza COVID-19.
Il 12 maggio Berlusconi ha nominato un nuovo coordinamento composto da quattordici persone, tra le quali c’era anche la Santelli.

### Presidente della Regione Calabria
Il 9 dicembre 2019 si è dimessa da vicesindaco di Cosenza e il 19 dicembre è stata indicata da Forza Italia come candidata a presidente della regione Calabria per il centro-destra in vista delle elezioni del 26 gennaio 2020, venendo preferita proprio al sindaco cosentino Occhiuto; è stata appoggiata, oltre che da Forza Italia, da Lega, Fratelli d'Italia, UDC e dalle liste civiche Jole Santelli Presidente e Casa delle Libertà.
Il 26 gennaio 2020 ha vinto la competizione elettorale con il 55,3% dei consensi contro il candidato del centro-sinistra Filippo Callipo, fermo al 30,2%.
Con la vittoria alle elezioni regionali è diventata la prima donna eletta presidente della Regione Calabria, ruolo in cui è succeduta a Mario Oliverio (PD), nonché la seconda donna eletta presidente di una regione dell'Italia meridionale (la prima fu, nei primi anni ottanta, l'abruzzese Anna Nenna D'Antonio, che fu anche la prima donna in assoluto a presiedere una regione italiana) e la prima eletta direttamente dai cittadini, sia in Calabria che in tutto il Mezzogiorno.

### Morte
È deceduta il 15 ottobre 2020 nel sonno, all'età di 51 anni, a otto mesi dal suo insediamento a Palazzo degli Itali, nella sua casa di Cosenza, a causa di un'emorragia interna dovuta a un tumore alle ovaie di cui soffriva dal 2014. I funerali sono stati celebrati il giorno successivo nella chiesa di San Nicola a Cosenza alla presenza di diverse alte cariche dello Stato, fra cui il Presidente del Consiglio Giuseppe Conte.
Le sue ceneri sono state tumulate accanto ai genitori nella cappella di famiglia nel cimitero di Malito, in provincia di Cosenza.
È stata la seconda persona, presidente della Regione Calabria a non terminare il mandato, morendo mentre era ancora in carica: prima di lei vi era stato il caso di Antonio Guarasci, primo presidente della Regione dal 1970 al 1974, morto a causa di un incidente stradale a poco meno di un anno dalla scadenza del mandato.
Lo stesso giorno, la presidenza della Regione Calabria è stata temporaneamente presa in carico dal vicepresidente Antonino Spirlì, fino a nuove elezioni. Il 10 novembre 2020, il Consiglio regionale ha intitolato a suo nome il Palazzo della Cittadella di Catanzaro, sede della Giunta calabrese.
Le successive elezioni regionali, che avrebbero dovuto tenersi entro 60 giorni dalla sua scomparsa, hanno potuto avere luogo soltanto il 3 ed il 4 ottobre 2021 a causa della pandemia di COVID-19 ed hanno proclamato come nuovo presidente Roberto Occhiuto, anch'egli in quota Forza Italia e fratello dell'ex sindaco di Cosenza Mario.